# Protiretrovirusno zdravilo
Protiretrovirusna zdravila so zdravila, ki delujejo proti okužbam z retrovirusi, zlasti virusom HIV. Kadar se uporablja kombinacija vsaj treh protiretrovirusnih zdravil, govorimo o visokoaktivnem protiretrovirusnem zdravljenju (HAART, angl. Highly active antiretroviral therapy). Terapija HAART vodi pri bolnikih, okuženih s HIV-1, do znatnega znižanja obolevnosti in smrtnosti in številni režimi HAART omogočajo skoraj popolno zavrtje podvojevanja virusa HIV-1. Dandanes je terapija HAART standardna oblika zdravljenja za bolnike z virusom HIV.

## Skupine protiretrovirusnih zdravil
Protiretrovirusnih zdravil je več skupin, glede na tarčo, na katero delujejo v življenjskem ciklu retrovirusa:
- Zaviralci vstopa (ali zaviralci fuzije) so protiretrovirusna zdravila, ki preprečijo vezavo virusa na tarčno celico, fuzijo z njo in vstop v celico. Trenutno sta iz te skupine na tržišču dve učinkovini: maravirok in enfuvirtid.
  - Antagonisti receptorja CCR5 so podskupina zaviralcev vstopa in so prva skupina protiretrovirusnih učinkovin, ki ne delujejo neposredno na virus, temveč se vežejo na receptorje CCR5 na površini limfocitov T in tako preprečijo, da bi se nanje vezal virus HIV. Večina sevov virusa HIV namreč se na površino limfocitov T veže s pomočjo teh receptorjev. Če je vezava preprečena, virus ne more vstopiti v celico in se v njej razmnoževati. Mednje sodi maravirok.
- Nukleozidni in nukleotidni zaviralci reverzne transkriptaze inhibirajo encim reverzno transkriptazo, tako da se sami vgradijo v nastajajočo virusno DNK namesto ustreznega nukleotida. Posledično se ustavi podaljševanje virusne DNK.
- Nenukleozidni zaviralci reverzne transkriptaze inhibirajo encim reverzno transkriptazo neposredno, tako da se vežejo nanj in s tem onemogočijo njegovo funkcijo v podvojevanju virusa.
- Zaviralci proteaz zavirajo delovanje proteaz, encimov, ki cepijo novo nastale virusne beljakovine, da nastanejo manjše beljakovinske enote, ki se nato združijo v nove virusne delce.
- Zaviralci integraze zavirajo encim integrazo, ki ima ključno vlogo pri vgrajevanju virusne DNK v DNK človeške celice. V kliničnih študijah preskušajo več učinkovin iz te skupine, raltegravir pa je prvi, ki je dobil dovoljenje za promet (FDA ga je v ZDA odobrila oktobra 2007).
- Zaviralci zorenja zavirajo zadnjo stopnjo virusnega podvojevanja, zorenje virusa, in sicer prepreči pretvorbo poliproteina v zrelo plaščno beljakovino p24. Nastajajoči virioni so zato nekužni. V to skupino sodi interferon alfa.[3] Trenutno sta v razvoju še dve učinkovini iz te skupine: bevirimat [4] in Vivecon.

## HAART
Bolniki običajno prejemajo v terapiji HAART kombinacijo treh protiretrovirusnih zdravil: 2 nukleozidna zaviralca reverzne transkriptaze z enim nenukleozidnim zaviralcem reverzne transkriptaze ali zaviralcem proteaze. Na ta način se običajno doseže dolgotrajen upad virusnega bremena pod zaznavne ravni.
Na tržišču so že kombinirana zdravila, ki vsebuje dve ali celo tri učinkovine hkrati, med njimi:
| Zaščiteno ime                     | Učinkovine                                                                | Dovoljenje s strani FDA | Podjetje                                               |
| --------------------------------- | ------------------------------------------------------------------------- | ----------------------- | ------------------------------------------------------ |
| Combivir                          | zidovudin + lamivudin                                                     | 26. 9. 1997             | GlaxoSmithKline                                        |
| Trizivir                          | abakavir + zidovudin + lamivudin                                          | 15. 11. 2000            | GlaxoSmithKline                                        |
| Kaletra                           | lopinavir + ritonavir                                                     | 15. 9. 2000             | Abbott Laboratories                                    |
| Epzicom (v ZDA) Kivexa (v Evropi) | abakavir + lamivudin                                                      | 2. 8. 2004              | GlaxoSmithKline                                        |
| Truvada                           | emtricitabin + tenofovir                                                  | 2. 8. 2004              | Gilead Sciences                                        |
| Atripla                           | efavirenz + emtricitabin + tenofovir                                      | 12. 7. 2006             | Gilead Sciences in Bristol-Myers Squibb                |
| Complera (v ZDA) Eviplera (v EU)  | emtricitabin + rilpivirin + dizoproksiltenofovirat fumarat                | 10. 8. 2011             | Gilead Sciences in Janssen Therapeutics (prej Tibotec) |
| Stribild                          | elvitegravir + kobicistat + emtricitabin + dizoproksiltenofovirat fumarat | 27. 8. 2012             | Gilead Sciences                                        |
| Triumeq                           | abakavir + dolutegravir + lamivudin                                       | 22. 8. 2014             | ViiV Healthcare                                        |
| Evotaz                            | atazanavir + kobicistat                                                   | 29. 1. 2015             | Bristol-Myers Squibb                                   |
| Prezcobix                         | darunavir + kobicistat                                                    | 29. 1. 2015             | Janssen Therapeutics                                   |
| Dutrebis                          | lamivudin + raltegravir                                                   | 6. 2. 2015              | Merck & Co.                                            |
| Genvoya                           | elvitegravir + kobicistat + emtricitabin + alafenamidtenofovirat          | 5. 11. 2015             | Gilead Sciences                                        |
| Descovy                           | emtricitabin + alafenamidtenofovirat                                      | 4. 4. 2016              | Gilead Sciences                                        |

Evropske smernice, ki jih izdaja EACS, priporočajo naslednje kombinacije:
| Kombinacija dveh nukleoz(t)idnih zaviralcev reverzne transkriptaze in zaviralec integraze: - abakavir/lamivudin/dolutegravir (enotabletna shema) - tenofovir (v obliki dizoproksiltenofovirata fumarata ali alafenamidtenofovirata)/emtricitabin/elvitegravir/kobicistat (enotabletna shema) - tenofovir (v obliki dizoproksiltenofovirata fumarata ali alafenamidtenofovirata)/emtricitabin + raltegravir |
| Kombinacija dveh nukleoz(t)idnih zaviralcev reverzne transkriptaze in nenukleozidnega zaviralca reverzne transkriptaze: - tenofovir (v obliki dizoproksiltenofovirata fumarata ali alafenamidtenofovirata)/emtricitabin/rilpivirin (enotabletna shema) |
| Kombinacija dveh nukleoz(t)idnih zaviralcev reverzne transkriptaze in zaviralca proteaze: - tenofovir (v obliki dizoproksiltenofovirata fumarata ali alafenamidtenofovirata)/emtricitabin + darunavir (ojačan s kobicistatom ali ritonavirjem) (enotabletna shema) |